# Friedrichswalde
Friedrichswalde ist eine Gemeinde nördlich der Stadt Joachimsthal im brandenburgischen Landkreis Barnim. Sie wird vom Amt Joachimsthal (Schorfheide) verwaltet. Seit dem 24. Juli 2013 führt die Gemeinde offiziell, auch auf den Ortseingangsschildern, die Zusatzbezeichnung Holzschuhmacherdorf.

## Geografie
Friedrichswalde liegt am östlichen Rand der Schorfheide im Biosphärenreservat Schorfheide-Chorin.

## Gemeindegliederung
Die Gemeinde Friedrichswalde besteht aus den beiden Ortsteilen Friedrichswalde und Parlow-Glambeck. Wohnplätze sind Glambeck, Parlow, Pehlenbruch, Redernswalde und Schmelze.

## Geschichte
Der Ort wurde 1748 auf Erlass des preußischen Königs Friedrich II. gegründet, dem es seinen Namen verdankt. Er veranlasste auch, dass sich 30 Bauernfamilien aus der Kurpfalz und Rheinhessen hier ansiedelten, die gegen persönliche Erleichterungen die durch den Dreißigjährigen Krieg verwaisten Ländereien in Bearbeitung nahmen. Dazu kamen bis 1768 weitere 22 Büdner-Familien. Aus den von Friedrich II. gewährten Privilegien resultierte eine gewisse Sonderstellung zu den Bewohnern der Nachbarorte, was ziemlich lange einen speziellen Ruf der Friedrichswalder mit sich brachte, wie der Ortschronik zu entnehmen ist. Mit den Kolonisten wurde auch die Kenntnis für die Fertigung von Holzschuhen nach Friedrichswalde gebracht. Obwohl von Friedrich II. verboten, stellte schon nach wenigen Jahren jede zweite Familie in Friedrichswalde Holzschuhe her, die bis Mitte der 1950er Jahre hier produziert wurden. Daraus entstand die Bezeichnung als größtes Holzschuhmacherdorf Deutschlands. An diese Tradition knüpft die seit 2009 bestehende historische Holzschuhmacher-Werkstatt auf dem Pfarrhof an. Die 1776–1783 entstandene Reformiertenkirche, ein Fachwerkbau, wurde 1890 mit Backstein umbaut und erhielt ihre heutige Gestalt. Vor der Kirche befindet sich ein großer Granitstein, der den 30 Erstsiedlerfamilien gewidmet ist und Auskunft über ihre Ankunft in der Mark Brandenburg 1748 gibt.
Friedrichswalde gehörte seit 1817 zum Kreis Angermünde in der Provinz Brandenburg und ab 1952 zum Kreis Eberswalde im DDR-Bezirk Frankfurt (Oder). Seit 1993 liegt die Gemeinde im brandenburgischen Landkreis Barnim.
Parlow-Glambeck wurde am 1. Februar 2002 nach Friedrichswalde eingemeindet.

## Bevölkerungsentwicklung
| Jahr | Einwohner |
| ---- | --------- |
| 1875 | 1.126     |
| 1890 | 1.074     |
| 1910 | 1.182     |
| 1925 | 1.116     |
| 1933 | 1.116     |
| 1939 | 1.121     |

| Jahr | Einwohner |
| ---- | --------- |
| 1946 | 1.401     |
| 1950 | 1.416     |
| 1964 | 1.074     |
| 1971 | 0992      |
| 1981 | 0884      |
| 1985 | 0806      |

| Jahr | Einwohner |
| ---- | --------- |
| 1990 | 754       |
| 1995 | 714       |
| 2000 | 756       |
| 2005 | 965       |
| 2010 | 888       |
| 2015 | 807       |

| Jahr | Einwohner |
| ---- | --------- |
| 2020 | 809       |
| 2021 | 808       |
| 2022 | 810       |
| 2023 | 801       |
| 2024 | 791       |

Gebietsstand des jeweiligen Jahres, Einwohnerzahl: Stand 31. Dezember (ab 1991). Ab 2011 auf Basis des Zensus 2011. Ab 2022 auf Basis des Zensus 2022

## Politik

### Gemeindevertretung
Die Gemeindevertretung von Friedrichswalde besteht aus neun Gemeindevertretern und dem ehrenamtlichen Bürgermeister. Die Kommunalwahl am 9. Juni 2024 führte zu folgendem Ergebnis:
| Partei / Wählergruppe                               | Sitze 2019 |  | Sitze 2024 | Stimmenanteil 2024 |
| --------------------------------------------------- | ---------- |  | ---------- | ------------------ |
| Einzelbewerberin Luisa Schwieger                    | —          |  | 1          | 19,6 %             |
| Einzelbewerber Mario Jaensch                        | —          |  | 1          | 13,5 %             |
| Einzelbewerber Hans Dieter Weiß                     | —          |  | 1          | 13,3 %             |
| Einzelbewerberin Judith Schädler                    | 1          |  | 1          | 10,1 %             |
| Einzelbewerber Karsten Wolfhard Schulz              | —          |  | 1          | 08,8 %             |
| Einzelbewerber Peter Westphal                       | 1          |  | 1          | 08,8 %             |
| SPD                                                 | —          |  | 1          | 05,9 %             |
| Einzelbewerberin Jutta Senften                      | 1          |  | 1          | 04,6 %             |
| Einzelbewerber Thomas Hakenbeck                     | —          |  | 1          | 04,6 %             |
| Einzelbewerber Georg-Rainer Seidowski               | —          |  | —          | 04,0 %             |
| Einzelbewerber Lucas Winkelmann                     | —          |  | —          | 03,8 %             |
| Einzelbewerberin Theresa Heller                     | —          |  | —          | 03,1 %             |
| Wählergemeinschaft für die Gemeinde Friedrichswalde | 3          |  | —          | —                  |
| Einzelbewerber Bernhard Ströbele                    | 1          |  | —          | —                  |
| Wählergruppe Parlow-Glambeck 2019                   | 1          |  | —          | —                  |

### Bürgermeister
- 1998–2024: Bernhard Ströbele[11]
- seit 2024: Sven Ströbele

Bernhard Ströbele wurde in der Bürgermeisterwahl am 26. Mai 2019 ohne Gegenkandidat mit 89,3 % der gültigen Stimmen für eine weitere Amtszeit von fünf Jahren gewählt.

Sven Ströbele wurde bei der Bürgermeisterwahl am 9.6.24 ohne Gegenkandidat mit 74,8 % der gültigen Stimmen für fünf Jahre gewählt.

### Wappen
| Wappen von Friedrichswalde | Blasonierung: „Von Gold und Schwarz geteilt, oben ein durchgehender schwarzer Flechtzaun, unten ein linksgewendeter goldener Holzschuh.“ |
| Wappen von Friedrichswalde | Das Wappen wurde am 12. November 1997 durch das Ministerium des Innern genehmigt.                                                        |

### Gemeindepartnerschaften
Die Gemeinden Esselborn und Friedrichswalde vereinbarten im Oktober 1999 eine Partnerschaft.

## Sehenswürdigkeiten
In der Liste der Baudenkmale in Friedrichswalde und in der Liste der Bodendenkmale in Friedrichswalde stehen die in der Denkmalliste des Landes Brandenburgs eingetragenen Kulturdenkmale.
Sehenswert sind die Dorfkirche und der Taubenturm im Ortsteil Glambeck.

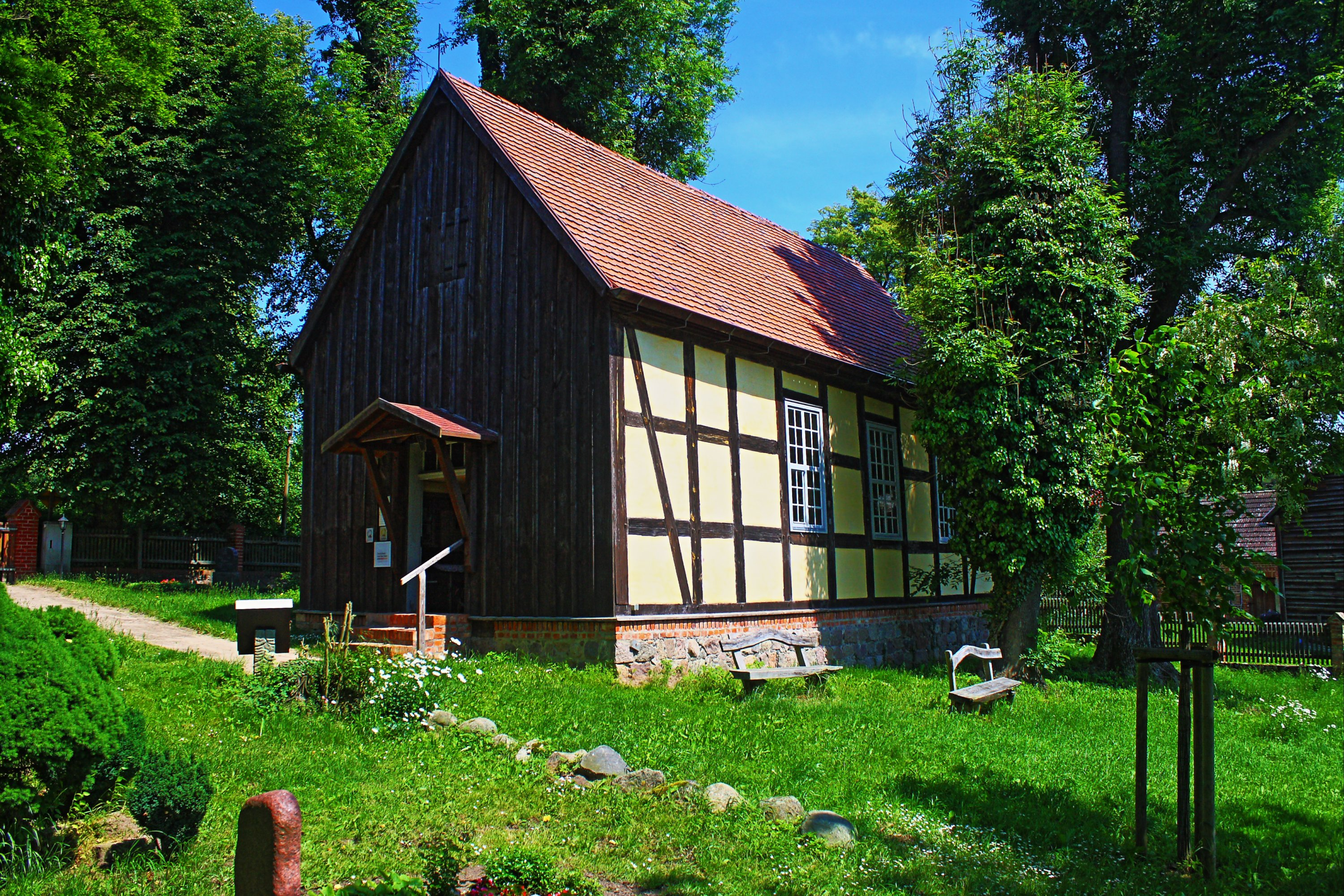
Dorfkirche Glambeck
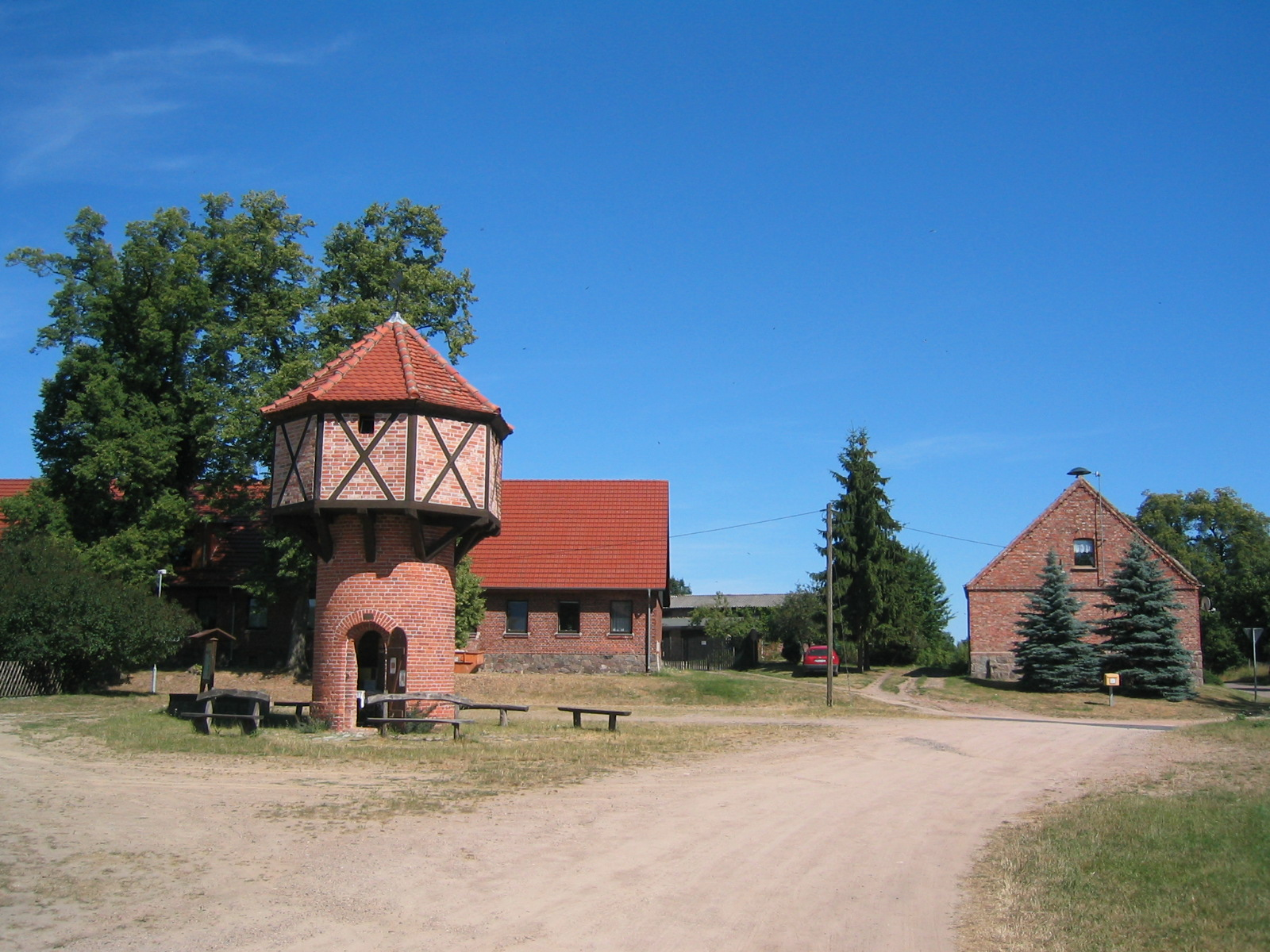
Taubenturm in Glambeck
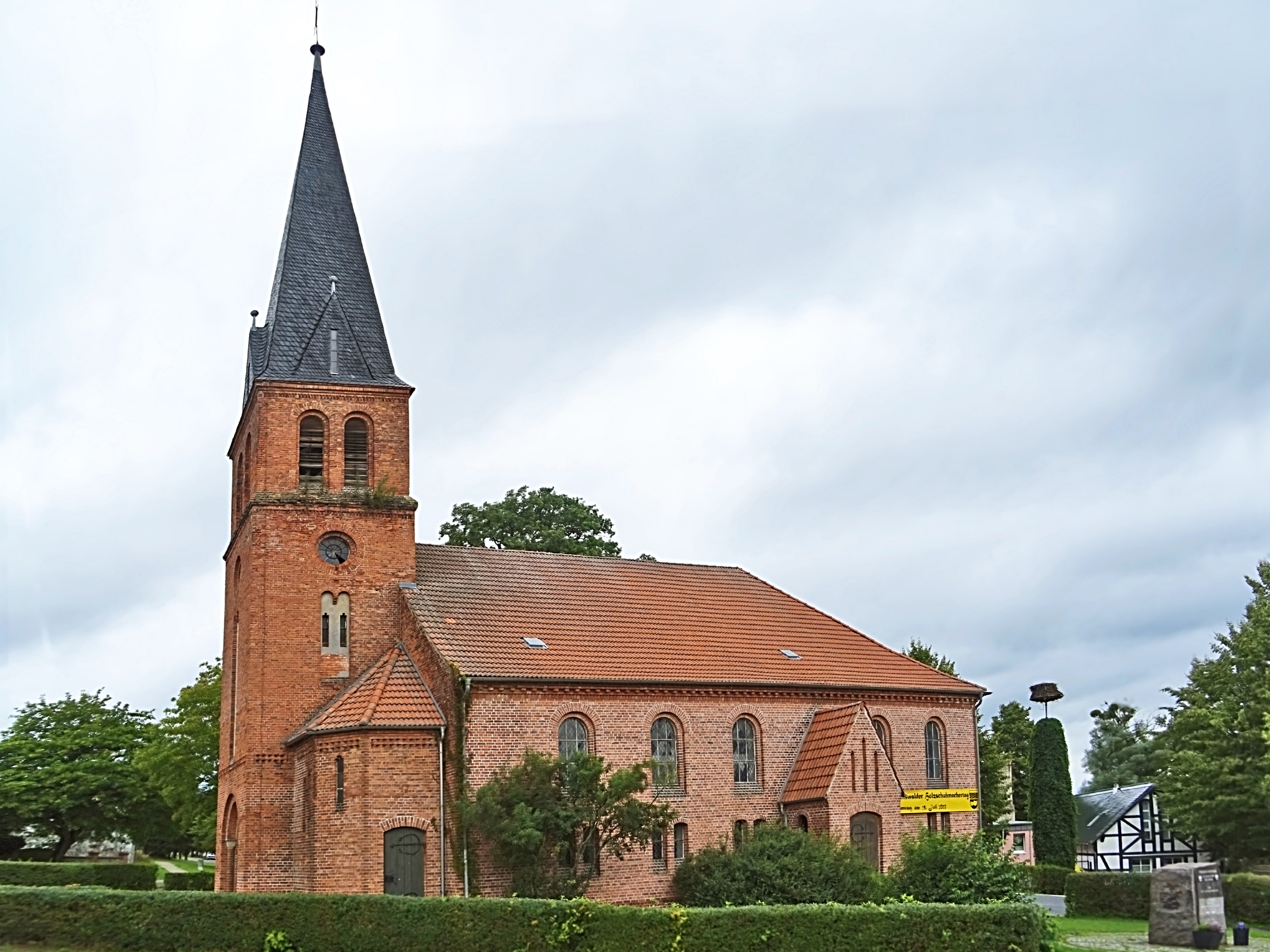
St.-Michaelis-Kirche
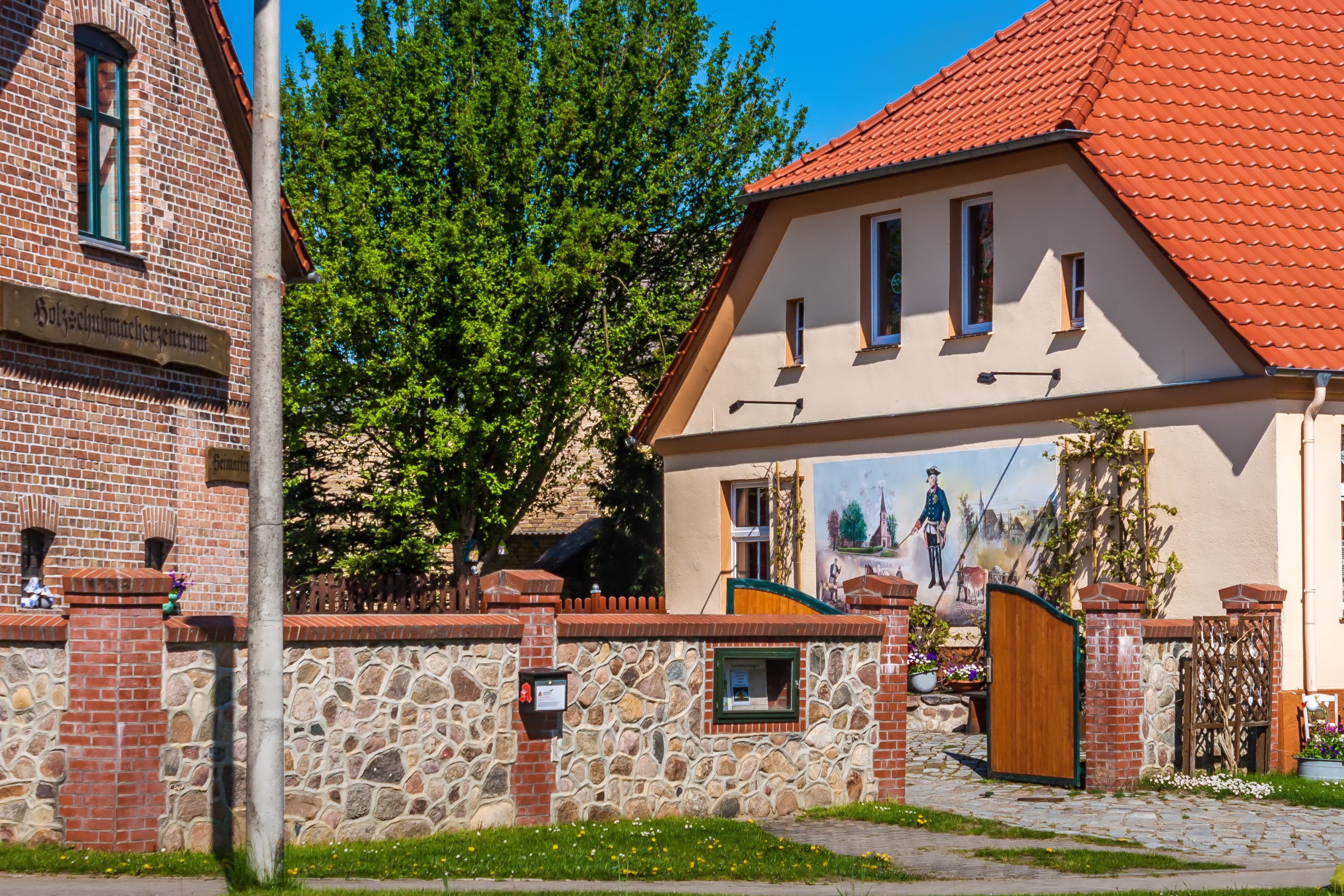
Hommage an Friedrich II.

 Naturdenkmale 
Siehe Liste der Naturdenkmale in Friedrichswalde

## Regelmäßige Veranstaltungen
- Mai: Motorradgottesdienst

## Verkehr
Friedrichswalde liegt an der Landesstraße L 23 von Templin nach Eberswalde.
Die Anbindung von Friedrichswalde an die Eisenbahn erfolgte 1898. Der Bahnhof Friedrichswalde (b Eberswalde) liegt an der Bahnstrecke Britz–Fürstenberg, die – zum Regionalnetz Ostbrandenburg der DB InfraGO gehörig –  von Zügen der NEB Betriebsgesellschaft befahren wird. Die Strecke war von 2006 bis Dezember 2018 zwischen Joachimsthal und Templin außer Betrieb und wurde nur gelegentlich für den Güterverkehr genutzt. Es verkehren Züge der Regionalbahnlinie RB 63 zwischen Eberswalde und Templin.
Durch den Ortsteil Glambeck-Parlow verläuft der Fernradweg Berlin–Usedom.

## Persönlichkeiten

### Söhne und Töchter der Gemeinde
- Paul Thränert (1875–1960), Gewerkschafter
- Bruno Endrejat (1908–1945), Widerstandskämpfer gegen den Nationalsozialismus
- Hanna Leisker (1915–2013), Gold- und Silberschmiedin

### Mit Friedrichswalde verbundene Persönlichkeiten
- Andreas Riem (1749–1814), Theologe und Publizist der Aufklärungszeit, Pfarrer in Friedrichswalde
- Friedrich Wilhelm von Redern (1802–1883), preußischer Generalintendant und Politiker, Besitzer von Gut Glambeck
- Eberhard Neumann-Redlin von Meding (* 1941), Gynäkologe, betrieb 2005–2010 in Glambeck ein  naturwissenschaftliches Lehrerfortbildungsseminar